# August Starek
August „Gustl“ Starek (* 16. Februar 1945 in Wien) ist ein ehemaliger österreichischer Fußballspieler und -trainer.

## Sportliche Laufbahn

### Vereinskarriere
Starek spielte von 1961/62 bis 1963/64 für den 1. Simmeringer SC in der damaligen Staatsliga A, der seinerzeit höchsten Spielklasse Österreichs. Seine letzte Spielzeit in Simmering absolvierte er – aufgrund des Abstiegs in der Saison 1963/64 – dann 1964/65 in jener ab 1959/60 eingeführten zweitklassigen Regionalliga Ost, die er mit der Mannschaft als Meister und Aufsteiger abschloss.
Zur Folgesaison wechselte er zum SK Rapid Wien in die ab 1965 umbenannte Nationalliga, in der er am 21. August 1965 (1. Spieltag) bei der 1:3-Niederlage im Auswärtsspiel gegen den 1. Wiener Neustädter SC nicht nur debütierte, sondern auch mit dem Treffer zum 1:1 in der 45. Minute sein erstes Punktspieltor erzielte. Am Ende seiner zweiten Spielzeit gewann er mit der Mannschaft die Meisterschaft, wobei die Tordifferenz vor dem punktgleichen FC Wacker Innsbruck den Ausschlag gab; zudem wurde er mit 21 Toren Torschützenkönig.
Zur Saison 1967/68 wechselte er zum 1. FC Nürnberg, für den er am 19. August 1967 (1. Spieltag) – in der 85. Minute für Heinz Müller eingewechselt – beim 2:0-Heimsieg über den Karlsruher SC seinen Einstand gab; sein erstes Tor in der Bundesliga erzielte er am 2. September 1967 (2. Spieltag) beim 4:0-Sieg im Heimspiel gegen den Hamburger SV mit dem Treffer zum 2:0 in der 35. Minute. Auch in seinem einzigen DFB-Pokal-Spiel für den Club beim 2:0-Auswärtssieg am 27. Jänner 1968 gegen Bayer 04 Leverkusen schoss er ein Tor. Am Ende der Saison gewann er mit dem FCN den Titel des Deutschen Meisters.
Diesen gewann er 1969 erneut, nachdem er zum FC Bayern München gewechselt war, für den er alle 34 Punktspiele an der Seite seines Landsmannes Peter Pumm bestritt und dabei vier Tore erzielte. Am Ende seiner ersten Spielzeit für die Bayern hatte er mit sechs Spielen im Wettbewerb um den Vereinspokal dazu beigetragen, auch diesen zu gewinnen. 1969/70 wurde er nur noch viermal eingesetzt, zuletzt am 12. September 1969 (5. Spieltag) beim 3:0-Sieg im Heimspiel gegen Borussia Dortmund. Aufgrund einer Meniskusverletzung, bei der er am 16. September des Jahres in München operiert wurde, fiel er längere Zeit aus. Er benötigte fast ein Jahr, um wieder fit zu werden und ging vom FC Bayern zurück in seine Heimat.
Unterschiedliche Einstellungen von österreichischen und deutschen Spielern fasste Starek in jener Zeit wie folgt zusammen: „Training bei Nürnberg, wir rennen und rennen – ich seh keinen Trainer und schrei nach vor: ‚He, langsamer, es ist eh kaa Trainer då!’ – und die sagen: ‚Wir brauchen das!’! Die haben mich von Beginn an mitgerissen!“
In den folgenden drei Jahren machte er bei drei verschiedenen Vereinen Station: 1970/71 spielte er wieder für den SK Rapid Wien, 1971/72 nochmals für den 1. FC Nürnberg – nun in der Regionalliga Süd, der zweithöchsten deutschen Spielklasse – und 1972/73 für den Linzer ASK. Von 1973 bis 1980 spielte er noch für drei Wiener Vereine. Mit Rapid gewann er 1976 mit dem 1:0-Finalsieg über SSW Innsbruck den Cup und wurde im Jahr darauf Vizemeister. Mit dem Wiener Sport-Club wurde er 1979 noch einmal Vizemeister. Mit dem First Vienna FC 1894 stieg er 1980 ab und beendete darauf im Alter von 35 Jahren seine Spielerlaufbahn.

### Auswahleinsätze
Für die A-Nationalmannschaft spielte Starek 22-mal und erzielte vier Tore. Sein erstes Länderspiel absolvierte er am 1. Mai 1968 in Linz beim 1:1 gegen Rumänien; sein letztes am 28. September 1974 in Wien beim 1:0-Sieg über Ungarn. Sein erstes Tor erzielte er am 6. November 1968 in Glasgow bei der 1:2-Niederlage gegen Schottland; es war der Führungstreffer im Qualifikationsspiel zur Weltmeisterschaft 1970.

## Trainerlaufbahn
Nach der Spielerkarriere war er fast ausschließlich Trainer von österreichischen Mannschaften: Sein erstes Trainer-Amt hatte er beim SV Austria Salzburg für ein Jahr inne. Ein weiteres Jahr lang trainierte er den Grazer AK und drei Jahre den FC Admira/Wacker. Von 1985 bis 1987 hatte er eine Trainer-Doppelfunktion: Er war zum einen Co-Trainer der Österreichischen Nationalmannschaft und zum anderen Chef-Trainer der Österreichischen U-21.

Nur vier Monate dauerte seine Tätigkeit bei FK Austria Wien, wo er am 16. November 1988 zurücktrat. Es hatte schon zuvor Kontroversen mit Austria-Präsident Joschi Walter gegeben, und als am 14. November 1988 ein neuer Spieler (Enrique Báez aus Montevideo) vom Präsidium vorgestellt worden war, ohne Starek um dessen Meinung zu fragen, war es diesem zu viel. Darauf folgten Trainerstationen beim SK Sturm Graz (1989 bis 1991) sowie beim SK Rapid Wien (1991 bis 1993).

Von 1994 bis 1996 trainierte er in Deutschland den zweitklassigen VfB Leipzig. Mit der anschließenden Trainertätigkeit in Graz und Kärnten endeten 1999 fast zwei Jahrzehnte Trainerdasein, die ohne Titelerfolge gekrönt blieben.

## Trivia
Am 21. November 1970 wurde Starek am Tivoli in Innsbruck beim Match des FC Wacker gegen Rapid (5:0) von Schiedsrichter Paul Drabek ausgeschlossen und „lüftete“ – wohl auf Grund der Schmährufe des Publikums – seine Hose, wofür er für 10 Matches gesperrt und von seinem Klub mit einer Geldbuße von 5.000 Schilling belegt wurde (in einem späteren Interview sagte er, er habe da „ohnehin nur eine Backe gezeigt“). Daraufhin erhielt er den Spitznamen „schwarzer Gustl“, unter dem er noch heute bekannt ist.

## Erfolge

### Spieler
- Meister der Regionalliga Ost 1965 (mit dem 1. Simmeringer SC)
- Österreichischer Meister 1967 (mit SK Rapid Wien)
- Deutscher Meister 1968 (mit dem 1. FC Nürnberg), 1969 (mit dem FC Bayern München)
- Deutscher Pokalsieger 1969 (mit dem FC Bayern München)
- Österreichischer Pokalsieger 1976 (mit SK Rapid Wien)
- Österreichischer Torschützenkönig 1967

### Trainer
- Zweiter der Meisterschaft 1988 (mit Austria Wien)
- Österreichischer Pokalfinalist 1993 (mit SK Rapid Wien)